# Система радіолокації (аеропорт)

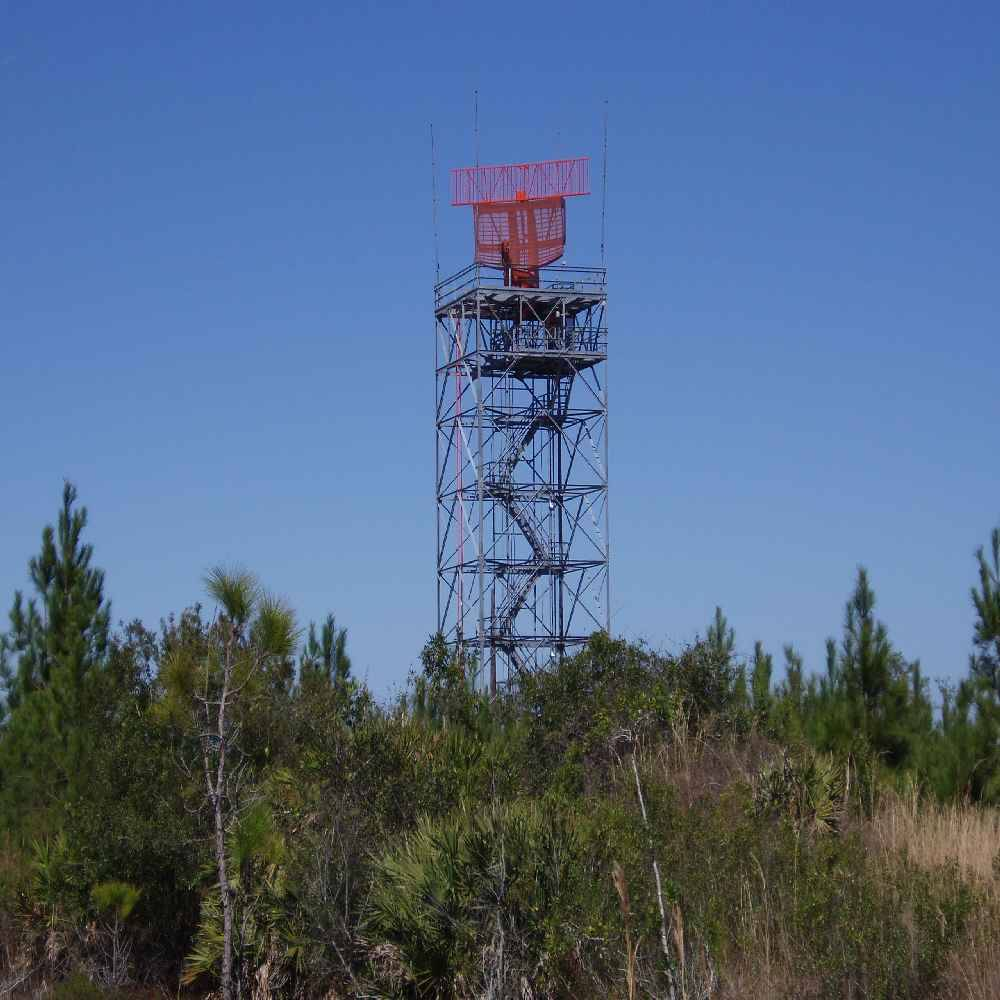
РЛС в аеропорту O'Hare, Чикаго

Система радіолокації аеропорту (РЛС) — радарна система для виявлення та зображення місцезнаходження повітряних суден в зоні терміналу та в повітряному просторі аеропорту. Провідні системи складаються з двох різних радарних систем: первинної та вторинної.
Первинна РЛС здебільшого складається з великої обертальної параболічної антени, що випромінює вертикальний вузьконаправлений пучок мікрохвиль довкола авіапростору аеропорту. Радар виявляє розташування літального об'єкту за допомогою відбиття радіохвиль від його поверхні на антену. Вторинний радар складається з другої обертальної антени, що часто монтується на первинну і опитує транспондери літаків, котрі передають радіосигнал з даними навігації та повітряного судна, для його відображенні на екрані системи поруч з екраном первинної системи.

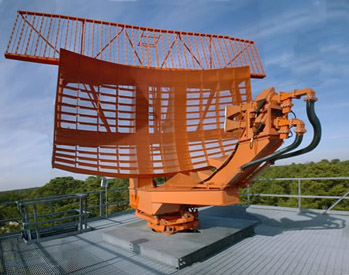
Антена радара ASR-9. Вигнутий рефлектор ― первинна РЛС (всередині кадру), пряма (згори) ― вторинна

## Системи візуалізації
Дані з РЛС відображаються в системах контролю ARTS (automated radar terminal system), CARTS (common automated radar terminal system) та STARS (standard terminal automation replacement system) в диспетчерських баштах аеропорту та приміщеннях TRACON (terminal radar approach control), що переважно знаходяться в аеропортах.
STARS типово використовується для контролю повітряного руху в зоні терміналів. Включає в себе функціонал для розмежування бортів, довідники погоди і контроль нижнього повітряного простору. Система розрахована на потенційний ріст трафіку і замінить з часом системи попереднього покоління.
Системи радіолокації аеропортів світу розширюють за допомогою приймачів ADS-B. Дана система дозволяє літаку передавати свої GPS координати щосекундно. За прогнозами FAA ADS-B буде повноцінною і зможе замінити всі інші радарні системи до 2020 р.